# Institut des hautes études scientifiques

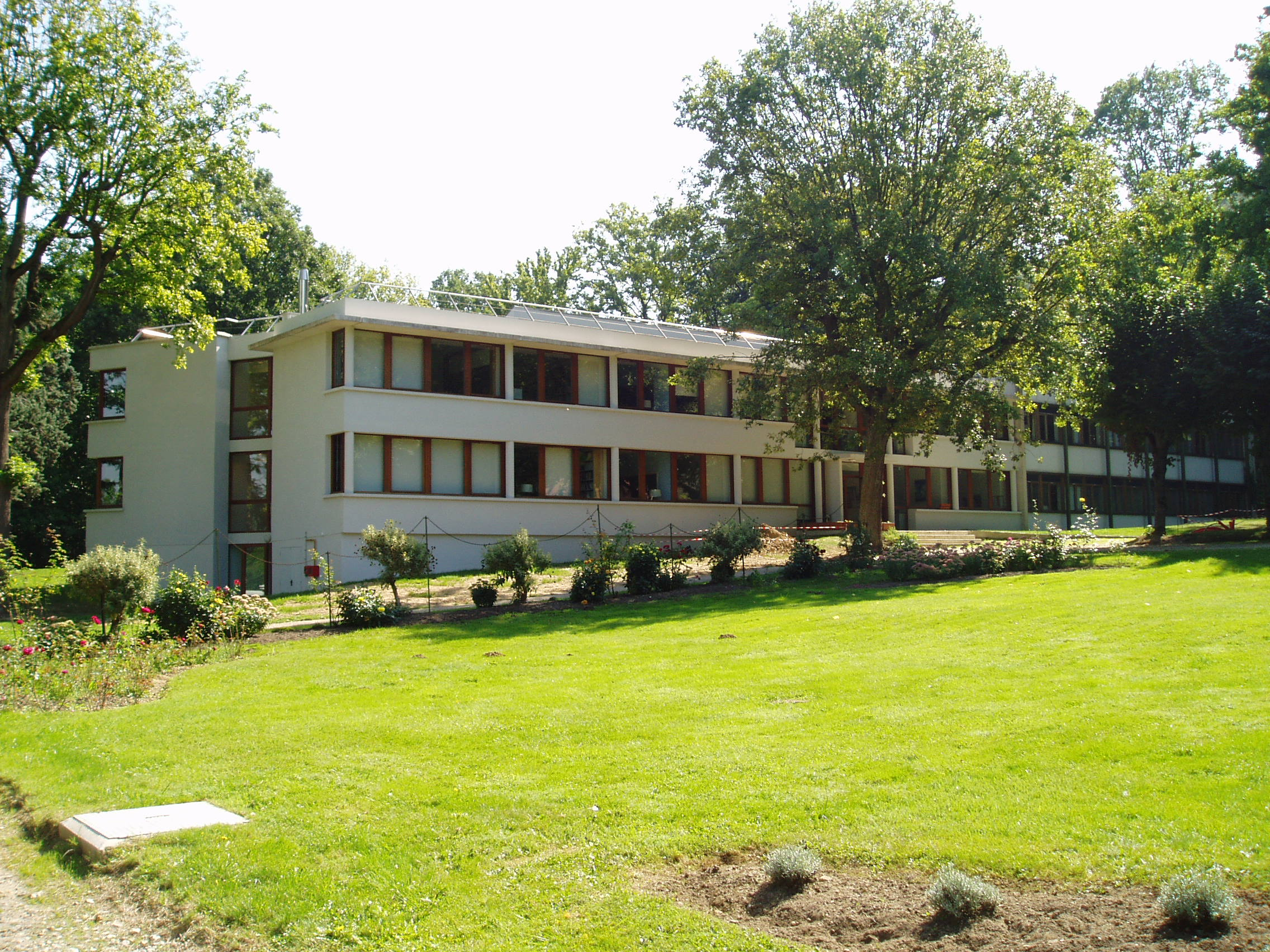
Institut des hautes études scientifiques, innergården.

Institut des hautes études scientifiques är en högre forskningsinstitution belägen i Paris.

## Bakgrund och beskrivning
Institut des hautes études scientifiques grundades 1958.
Vad som är unikt för Institut des hautes études scientifiques är att det är öppet för alla och att undervisningen är avgiftsfri. Dess målsättning är att undervisa vetenskap i verkligheten, varför forskarna är bland dagens mest inflytelserika, vilket ämne de än är ledande inom.

## Fakultet
- Pierre Deligne
- Jean Dieudonné
- Milnors förmodan
- Michail Gromov

### Källhänvisningar
1. ↑  À Bures-sur-Yvette, l'IHES, temple des mathématiciens
2. ↑  Bienvenue à l'IHES, temple des mathématiques